# Дуарте, Гаспар
Гаспа́р де Хесу́с Дуа́рте (исп. Gaspar De Jesús Duarte; род. 6 января 2003, Клоринда, Формоса) — аргентинский футболист, вингер клуба «Росарио Сентраль».

## Клубная карьера
Дуарте — воспитанник клуба «Росарио Сентраль». 2 октября 2024 года в матче против «Велес Сарсфилд» он дебютировал аргентинской Примере. 16 февраля 2025 года в поединке против «Ньюэллс Олд Бойз» Гаспар забил свой первый гол за «Росарио Сентраль».